# Kök

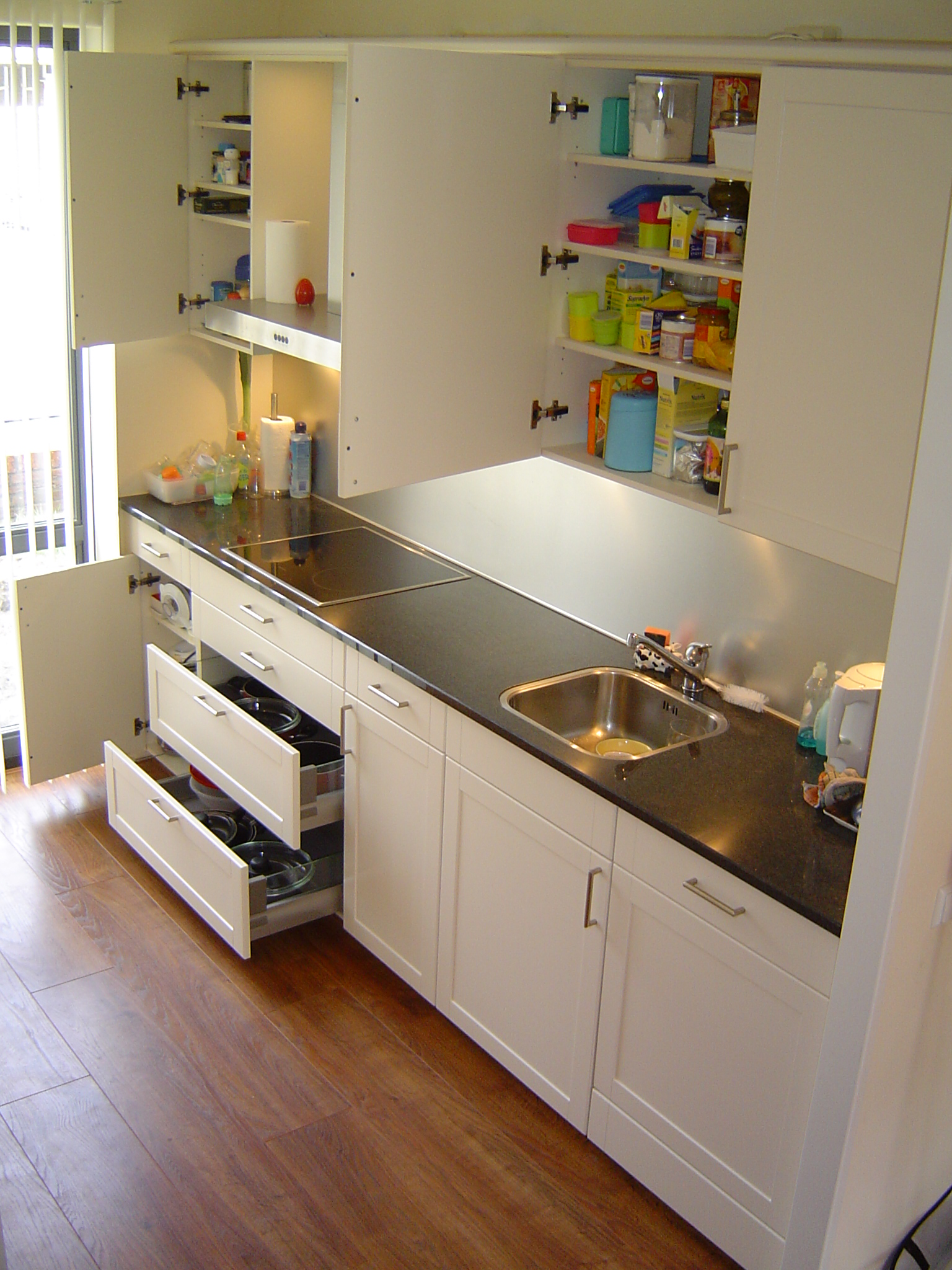
Ett modernt kök i en privatbostad.

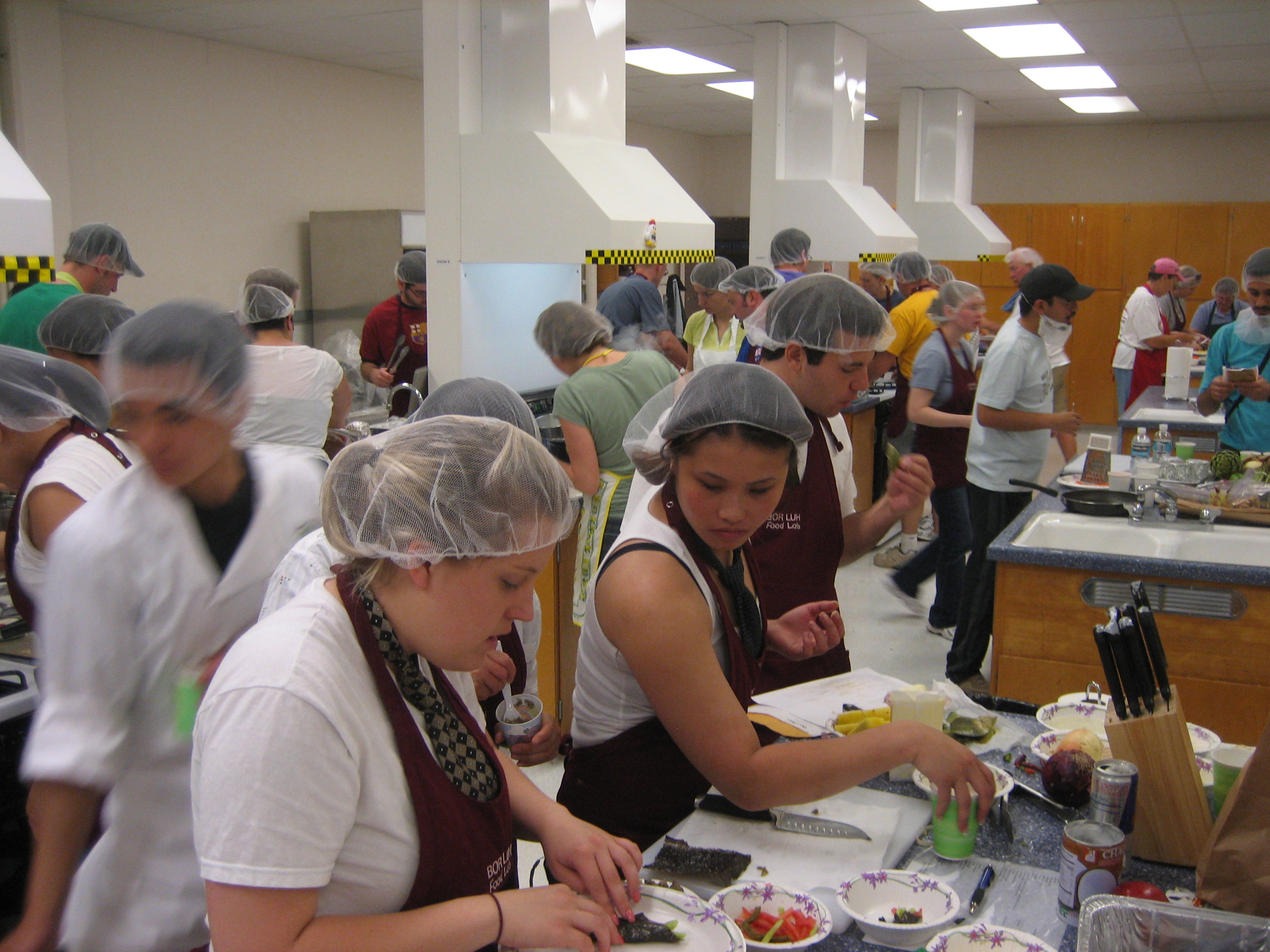
Utbildning i ett skolkök.

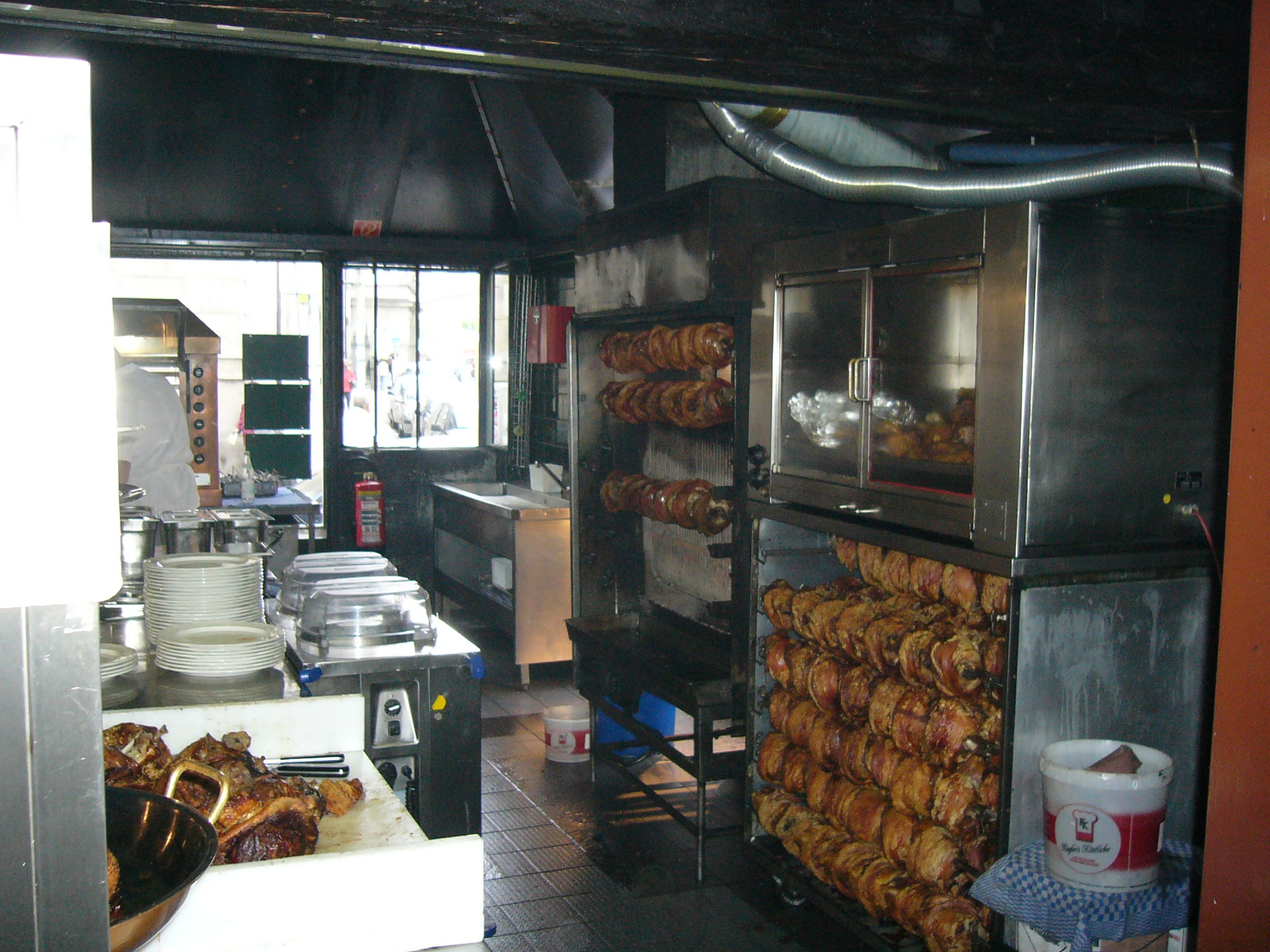
Restaurangkök.

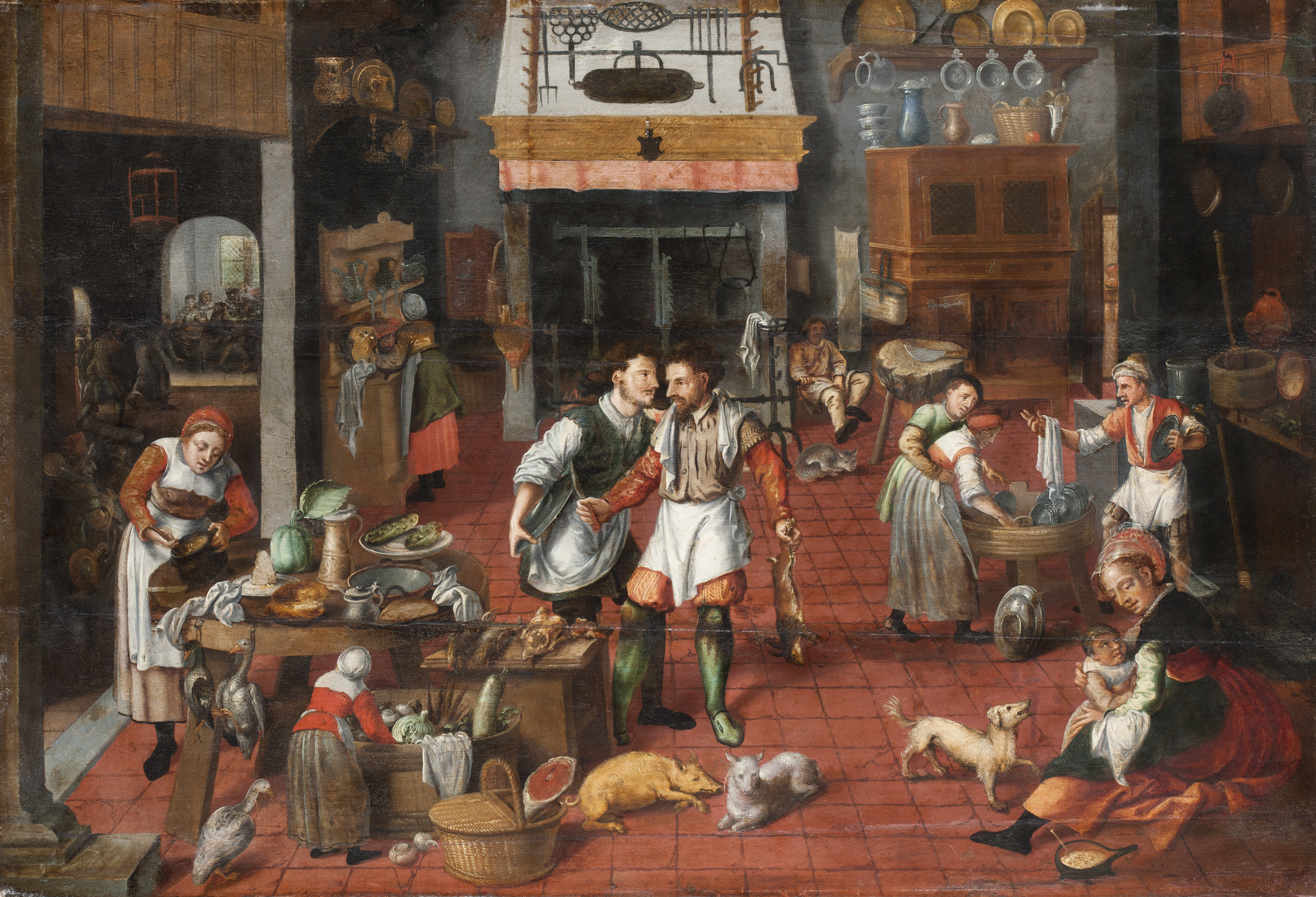

Ett kök är ett rum eller en lokal där man lagar mat och där utrustning för matlagning finns.

## Olika typer av kök
Kök finns i såväl privatbostäder, restauranger som olika institutioner. I de senare fallen talar man om restaurangkök, storkök och skolkök. Man kan också indela offentliga kök i tillagningskök, som lagar mat från alla typer av råvaror, respektive mottagningskök, som tar emot mat från tillagningskök och som i vissa fall tillagar ris, potatis, pasta och grönsaker.
Restaurangkök och storkök har maskiner och annan utrustning av ett helt annat utförande än privatkök då de är avsedda för matberedning i stor skala. Ett skolkök kan endera vara ett storkök där man bedriver utbildning inom matlagningsyrken eller - särskilt inom skolans hemkunskapsundervisning - efterlikna ett privat kök. Ett provkök är en avdelning inom ett livsmedelsföretag där man tar fram och testar nya varor och maträtter.

## Privatkök

### Moderna västerländska kök

#### Planlösning
Ett modernt västerländskt kök kan delas in i tre huvudtyper beroende på hur beredningsbänkar och köksutrustning är placerade i förhållande till varandra. Det finns U-kök, L-kök och parallellkök.
För alla dessa huvudtyper gäller att den viktigaste arbetsytan ligger mellan spisen och vasken. Det ska vara korta avstånd mellan kyl, frys eller skafferi till arbetsbänk och vidare till spis eller matplatsen. Man brukar utgå ifrån den klassiska "arbetstriangeln" vilket innebär att det ska vara praktiskt att röra sig fram och tillbaka mellan vask, arbetsbänk och spis.

#### Inredning
Förutom arbetsbänkar och skåp för matvaror, husgeråd och porslin brukar det finnas en diskbänk, köksluckor, lådor en spis och ett kylskåp. I många kök finns också en frys, men denna kan också vara placerad i någon annan del av bostaden. Idag är det också vanligt med mikrovågsugn och diskmaskin, men långt ifrån alla kök är utrustade med den senare. Det skåp där matvaror huvudsakligen förvaras kan kallas skafferi, särskilt om det är friskluftsventilerat. I vissa hem kan det också förekomma att tvättmaskinen är placerad i köket då det kan saknas plats för denna på andra ställen i bostaden.
Många gånger finns det plats i ett kök för ett matbord där man kan sitta och äta, men det gäller inte alla kök. Kök utan matvrå var särskilt populära under funktionalismen och kallades då laboratoriekök. I vissa modernare lägenheter kan kök och vardagsrum vara sammanbyggt i ett enda rum i en så kallad öppen planlösning.
I små lägenheter kan köksfunktionen vara förminskad i storlek och förlagd till en del av hallen eller vardagsrummet. Denna typ av kök som är mycket kompakt kallas ofta för pentry eller kokvrå och används även i husvagn. Även uppvärmningsköket i exempelvis ett flygplan kallas pentry.
En så kallad köksö är en i köket fristående, ofta fast monterad, möbel utformad för att utföra köksrelaterade sysslor på. Köksön är ofta utrustad med spis, diskho, arbetsyta och förvaringsutrymmen. Fördelen med en köksö är att den erbjuder åtkomst från alla håll, vilket förenklar köksarbetet och samtidigt ger bättre möjlighet än ett konventionellt kök till social samvaro om man är fler som hjälps åt vid matlagningen.
En köksö kan också förses med hjul för att på så sätt ge möjlighet till alternativa placeringar i köket. I detta fall är köksön sällan utrustad med spis och vask utan får istället betraktas som en extra arbetsyta, eventuellt försedd med förvaringsutrymmen.

### Svensk köksstandard
Svensk köksstandard var en måttstandardiserad inredning till svenska kök. Standarden började utvecklas på 1930-talet och antogs 1950 av dåvarande SIS (Svenska Industrins Standardiseringskommission) som gällande standard för kökssnickerier i bostäder. Det var även önskvärt att produkter från olika tillverkare skulle passa ihop. Så utarbetades den första standard för svenska kökssnickerier i mitten av 1940-talet. Grunden var en bostadsutredning som utfördes av dåvarande Hemmets Forskningsinstitut på initiativ av Svenska slöjdföreningen (numera Svensk Form) och Svenska arkitekters riksförbund (numera Sveriges Arkitekter).

### Äldre kök
Före elektricitetens genombrott var vedspisen den centrala punkten i köket och dessförinnan var det den öppna spisen.